# Oxytropis pellita
Oxytropis pellita är en ärtväxtart som beskrevs av Aleksandr Andrejevitj Bunge. Oxytropis pellita ingår i släktet klovedlar, och familjen ärtväxter. Inga underarter finns listade i Catalogue of Life.